# Codex Palatinus germanicus 18

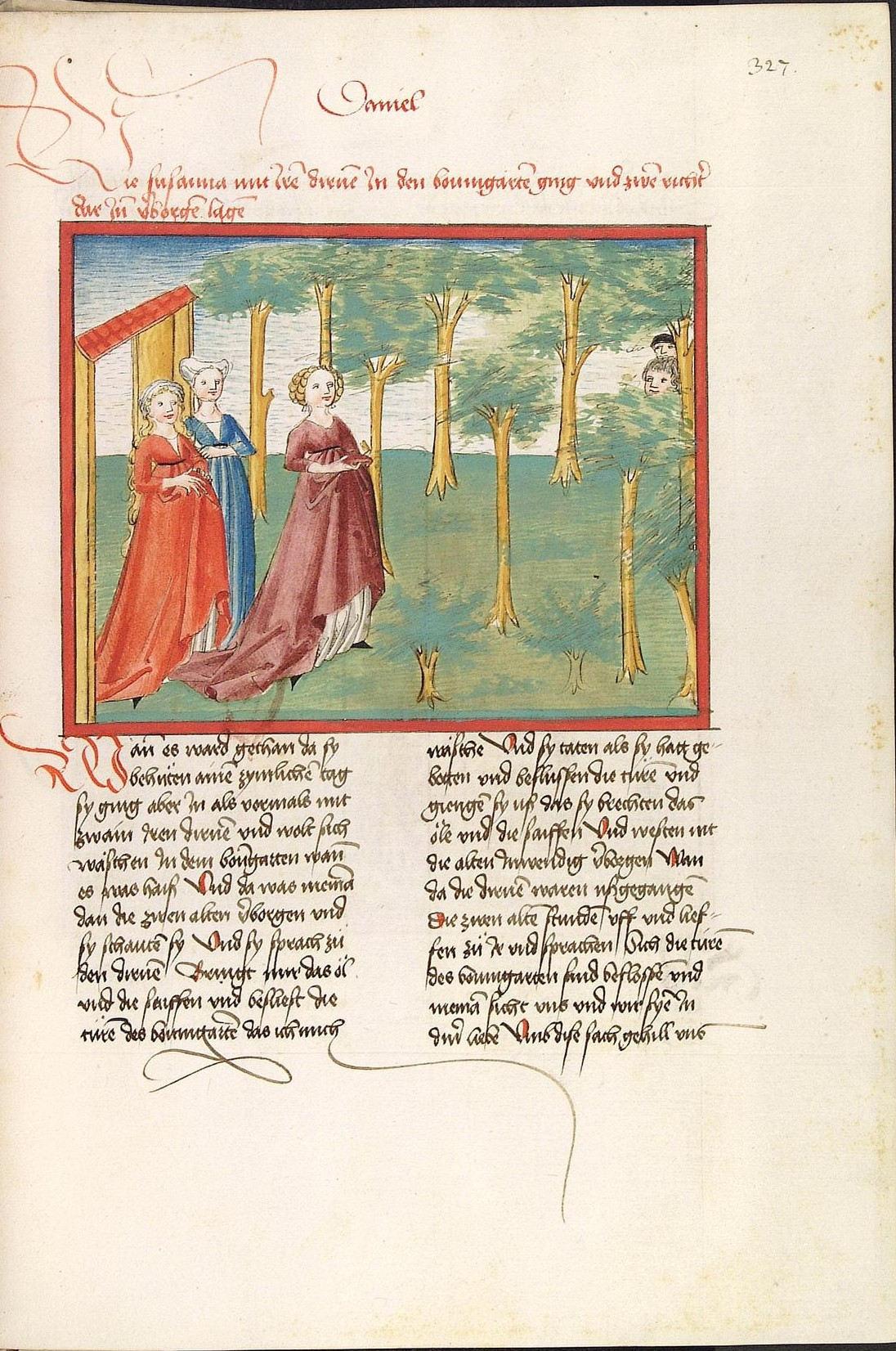
Cod. Pal. germ. 18, Blatt 327r: Buch Daniel – Susanna geht mit Dienerinnen in den Garten zum Baden, in den Büschen lauern die beiden Alten

Der Codex Palatinus germanicus 18 ist eine spätmittelalterliche Handschrift der ehemaligen Bibliotheca Palatina in Heidelberg. Der Codex gehört zu den Codices Palatini germanici, den deutschsprachigen Handschriften der Palatina, die seit 1816 in der Universitätsbibliothek Heidelberg aufbewahrt werden; Signatur der UB-Heidelberg und gängige fachwissenschaftliche Bezeichnung ist Cod. Pal. germ. 18 (Kurzform: Cpg 18).
Die Bilderhandschrift ist der dritte Band einer in drei Teilbänden überlieferten deutschsprachigen Bibel mit Schriften des Alten Testaments; der erste (Cod. Pal. germ. 16) und der zweite Band (Cod Pal. germ. 17) sind ebenfalls in Heidelberg erhalten.
Alle drei Codices wurden 1477 im Auftrag von Margarethe von Savoyen von der Werkstatt des Ludwig Henfflin produziert, vermutlich in Stuttgart.
Dieser dritte Band enthält die biblischen Lehrbücher, den Psalter und die Propheten-Bücher.

## Beschreibung

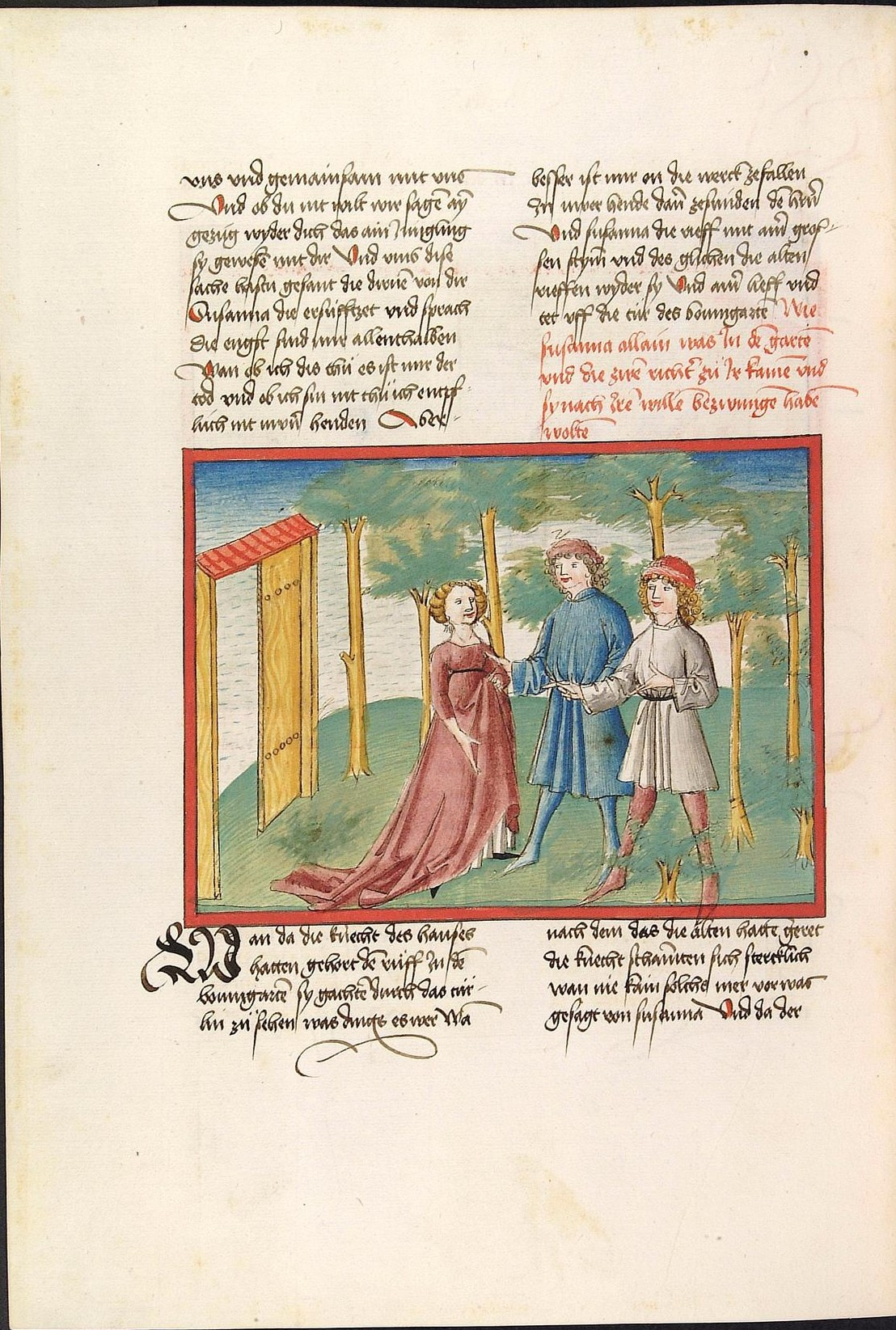
Cod. Pal. germ. 18, Blatt 327v: Buch Daniel – Susanna steht alleine den beiden Alten im Garten gegenüber, sie wird bedrängt von ihnen, einer hat sie am Arm gepackt

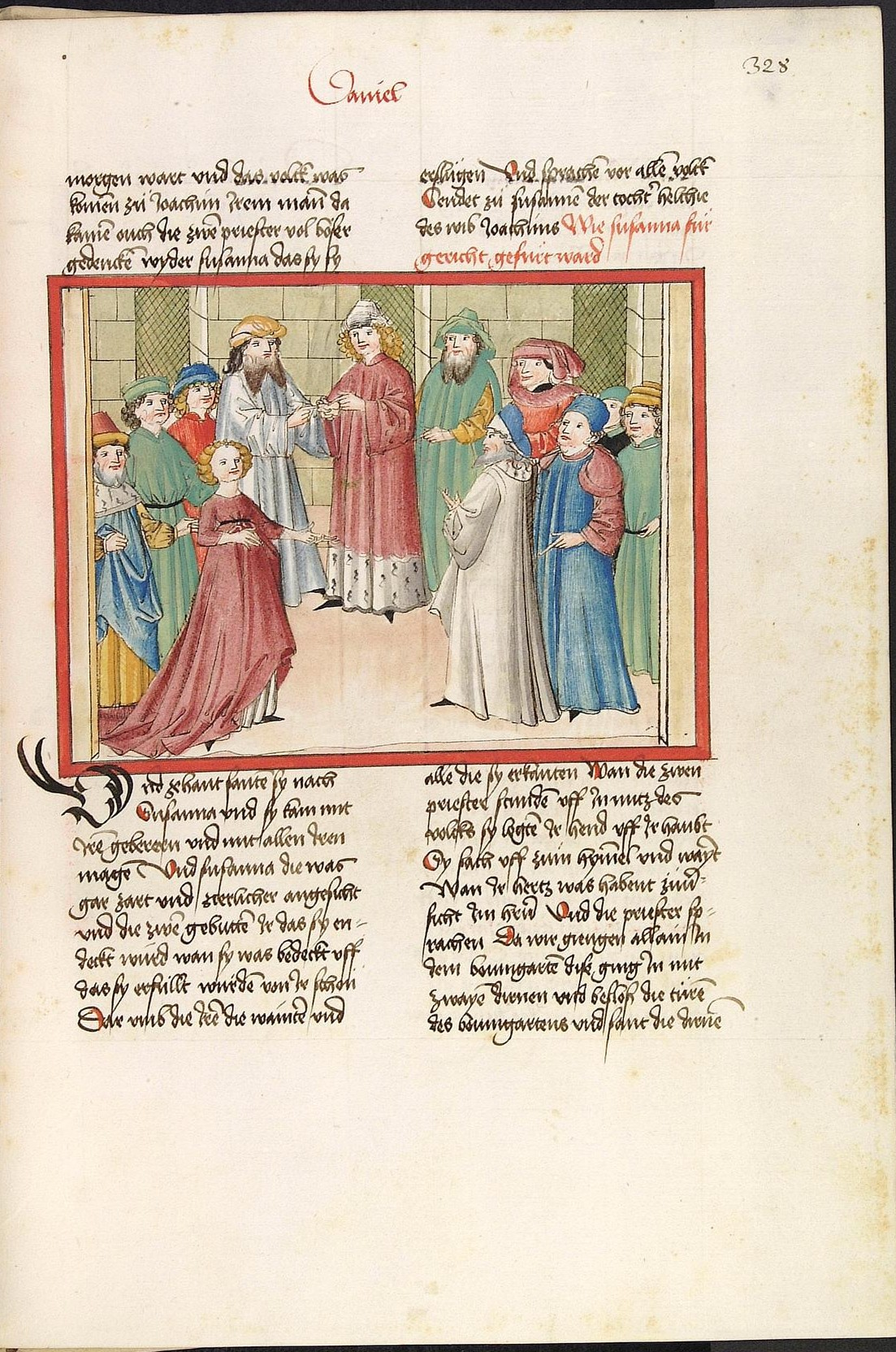
Cod. Pal. germ. 18, Blatt 328r: Buch Daniel – Susanna wird vor das Gericht geführt

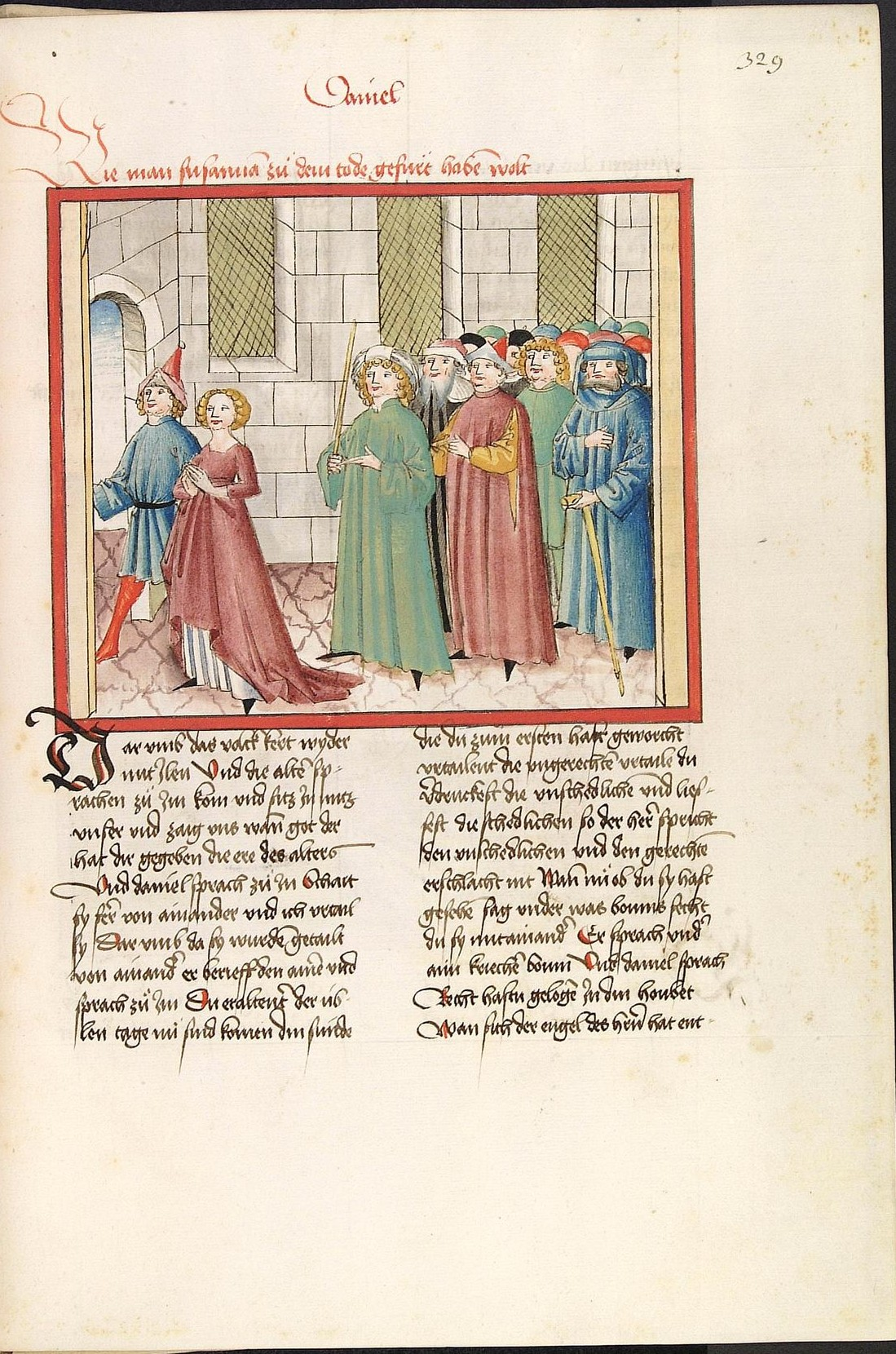
Cod. Pal. germ. 18, Blatt 329r: Buch Daniel – Ein Gerichtsdiener führt die betende Susanna zur Hinrichtung, hinter ihr die Richter, der vorderste mit Richterstab

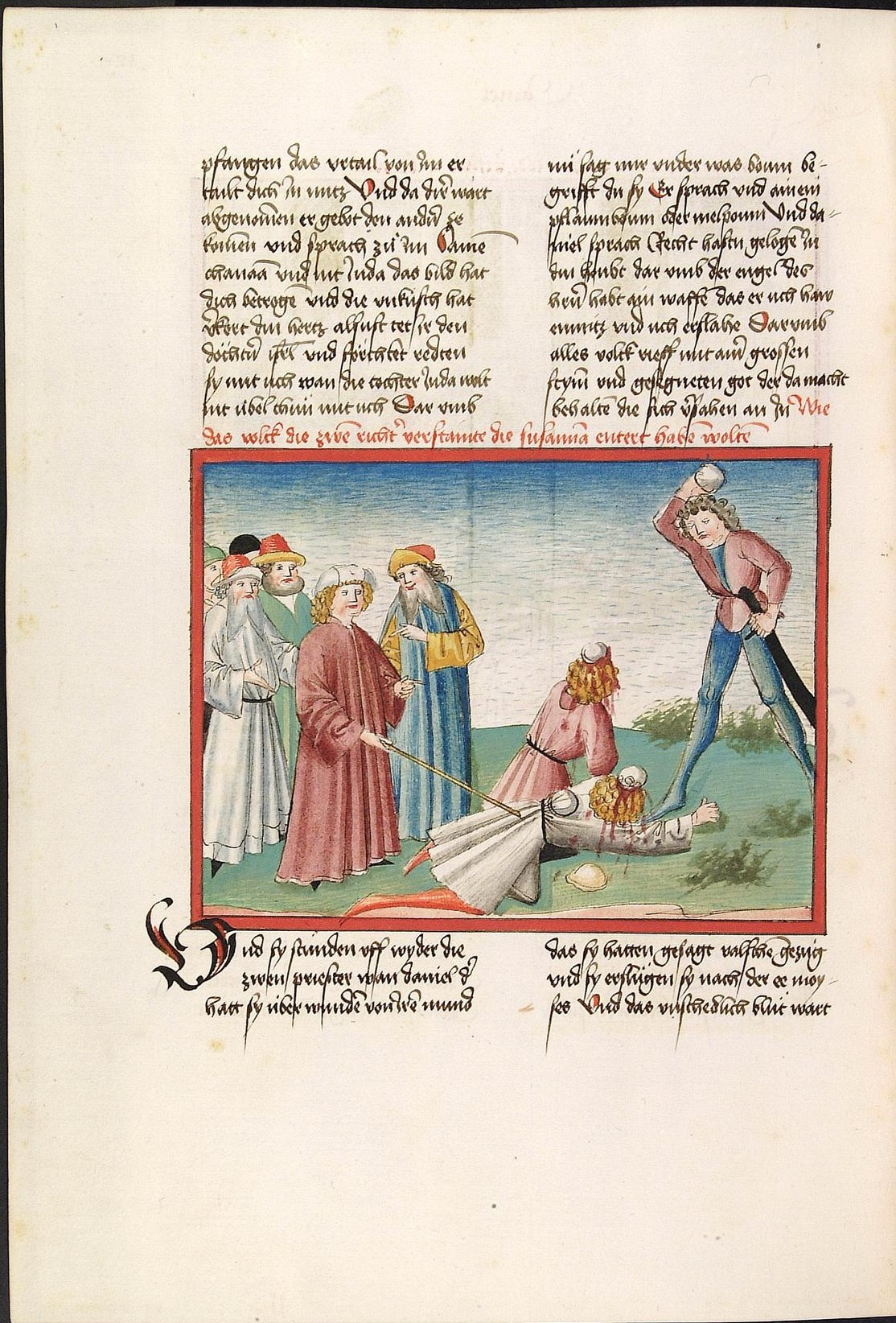
Cod. Pal. germ. 18, Blatt 329v: Buch Daniel – Ein Henker steinigt die beiden Alten, daneben die Richter im Gespräch

Der Codex ist eine Papierhandschrift mit 376 Blättern. Die Foliierung des 17. Jahrhunderts ist fehlerhaft; sie zählt die mit Text beschriebenen Blätter 1–329 durch, schließt dort mit der Zählung 360–401 an. Die leeren Blätter 1*–3* und 402*–403* sind mit moderner Zählung versehen.
Die Blattgröße der Handschrift beträgt 38,3 × 26,7 cm, dabei ist ein Schriftraum von 25–28 × 18–18,5 cm zweispaltig beschrieben mit 29 bis 31 Zeilen pro Seite. Schriftform ist eine Bastarda von einer Hand. Bildüberschriften, Kapitelzahlen und Seitenüberschriften sind in roter Farbe ausgeführt.
Die Initialen sind in roter und blauer Farbe ausgeführt und erstrecken sich über vier bis fünf Zeilen (z. B. Blätter 1r/v, 2r). Sie sind mit einfachem Fleuronnée-Besatz und Ornamentik im Binnenfeld verziert, manche zusätzlich mit kleinen Profil-Fratzen (Blätter 56r, 87v und öfter). Kapitelanfänge sind mit roten, rotvioletten oder blauen Lombarden gekennzeichnet, die sich über zwei Zeilen erstrecken. Hinzu kommen zahlreiche Cadellen als dekorative Elemente, tintenfarben und rot.
Der Pergamenteinband wurde in Rom im 17. Jahrhundert ergänzt und mit dem Rückentitel „16/BIBLIORVM/Pars III“ versehen.

### Miniaturen
Die drei Bände der Bibelhandschrift Cod. Pal. germ. 16–18 sind mit insgesamt 308 Miniaturen ungewöhnlich reichhaltig bebildert. Der hier behandelte dritte Teilband Cod. Pal. germ. 18 ist dabei aber mit 36 kolorierten Federzeichnungen vergleichsweise sparsam mit Bildern ausgestattet, vielleicht weil die hier enthaltenen Salomonischen Bücher und die der Propheten weniger Geschichten erzählen, die mit Bildern nachvollzogen werden könnten, als die Geschichtsbücher der anderen Bände, die demgegenüber nahezu lückenlos illustriert erscheinen. Die Zeichnungen sind von einem Zeichner angefertigt, Zeichner A, der auch alle anderen Handschriften der Werkstatt Henfflin ausstattete.
In der Bewertung Hans Wegeners (Beschreibendes Verzeichnis, 1927) ist die Qualität der Arbeiten des Zeichners insgesamt „recht unbedeutend“; aus seiner Sicht sind die kolorierten Zeichnungen „sorgfältig, aber sehr temperament- und phantasielos“ ausgeführt, ihn überraschen „einzelne Szenen [...] durch die Primitivität der Darstellung“. Diese Wertung ist etwas irritierend, weil Wegener ebenso hervorhebt, dass die Auftraggeberin der Bibel-Handschrift, Margarete von Savoyen, durch ihre Herkunft verwöhnt gewesen sei durch buchkünstlerisch hervorragende Darstellungen und sicher den besten Zeichner ausgewählt habe.
Die neuere Forschung hebt dagegen den unterhaltenden Charakter der Bildfolgen und die Anschaulichkeit der Darstellungen aus der Werkstatt Henfflin hervor, sieht auch das Bemühen um Perspektive gegenüber früheren elsässischen Illustratoren und betont die Richtigkeit der Proportionen bei der Figurendarstellung. Nur die Mimik wird als „weitgehend ausdruckslos“ bezeichnet, häufig zeigen die Gesichter „eine nicht zum Text passende Fröhlichkeit“. Als Besonderheit der Zeichnungen wird außerdem deren moderner narrativer Charakter beschrieben und der Detailreichtum der Darstellungen. Der Illustrator der Werkstatt Henfflin entwarf regelrecht „Illustrationszyklen“ und bediente sich vielfach des Kunstgriffs der „simultanen Illustration“, indem er aufeinander folgende Situationen einer Geschichte in einer einzigen Darstellung parallel abbildete.

## Herkunft
Die Handschrift wurde – wie die anderen beiden Teilbände der Bibel-Handschrift – 1477 von der Werkstatt des Ludwig Henfflin angefertigt, vermutlich in Stuttgart.
Auftraggeberin aller Handschriften der Werkstatt Henfflin war Margarethe von Savoyen, die in dritter Ehe mit Ulrich V., dem Grafen von Württemberg-Stuttgart, verheiratet war. Zuvor war sie in zweiter Ehe mit dem pfälzischen Kurfürsten Ludwig IV. verheiratet gewesen; das einzige Kind aus dieser Ehe, Kurfürst Philipp von der Pfalz, erbte die Handschriften nach Margaretes Tod 1479. Damit gelangten die drei Bibel-Codices wie alle Handschriften der Werkstatt Henfflin letztlich aus Stuttgart nach Heidelberg und wurden Teil der Bibliotheca Palatina.
Die Handschrift Cod Pal. germ. 18 wurde bei der Katalogisierung 1556/59 im Inventar der älteren Schlossbibliothek verzeichnet. Der dabei eingetragene Bibliothekstitel (Blatt 3*r) lautet: „Ein Teutscher Psalter mit den Parabolis Salomonis etc“.
Alle drei Handschriften sind vermutlich von einem Schreiber niedergeschrieben worden (Schreiber A), der sich ansonsten bei den Handschriften dieser Werkstatt nicht nachweisen lässt. Die Schreibsprache ist schwäbisch.
Wie die anderen Handschriften der kurfürstlich-pfälzischen Bibliotheken kam der Codex nach der Eroberung der Kurpfalz im Dreißigjährigen Krieg 1622 nach Rom in den Besitz der Vatikanischen Bibliothek und wurde mit den anderen deutschsprachigen Beständen der Palatina im Rahmen der Regelungen während des Wiener Kongresses erst 1816 nach Heidelberg zurückgeführt.

## Inhalte
Die dreibändige Bibelhandschrift Cod. Pal. germ. 16–18 ist eine Abschrift der entsprechenden Kapitel eines vollständigen Bibeldrucks, den der Buchdrucker Johannes Mentelin 1466 in Straßburg veröffentlicht hatte.  Die Mentelin-Bibel war die erste in einer Volkssprache gedruckte Bibel überhaupt, und sie ist der älteste vorlutherische Bibeldruck in frühneuhochdeutscher Sprache. Zeitgenössisch war das Werk ein „Bestseller“, obwohl die Interlinearübersetzung aus dem Latein ins Deutsche auch im 15. Jahrhundert nicht leicht verständlich war.
Cod. Pal. germ. 18, der dritte Teilband, enthält mehrere Bücher des Alten Testaments der christlichen Bibel: die biblischen Lehrbücher, den Psalter und die Propheten-Bücher. Im Einzelnen:
- drei Vorreden des Sophronius Eusebius Hieronymus zum Psalter (Blätter 1r–2r)
  - Psalter (Blätter 2r–55v)
- Vorrede des Hieronymus zu Sprüche Salomo (Blatt 56r/v)
  - Sprüche Salomo (=Buch der Sprichwörter; Blätter 56v–77r)
- Vorrede des Hieronymus zu Prediger Salomo (Blatt 77r/v)
  - Prediger Salomo (=Buch Kohelet; Blätter 78r–85v)
  - Hohelied Salomo (Blätter 85v–89r)
- Vorrede zur Weisheit Salomo (Blatt 89r)
  - Weisheit Salomo (Blätter 89r–103v)
- Vorrede zur Jesus Sirach (Blätter 103r–104r)
  - Jesus Sirach (Blätter 104r–144v)
- Vorrede des Hieronymus zu Jesaja (Blätter 144v–146r)
- zweite Vorrede zu Jesaja (Blatt 146r)
  - Jesaja (Blätter 146r–193v)
- Vorrede des Hieronymus zu Jeremia (Blätter 193v–194r)
- zweite Vorrede zu Jeremia (Blatt 194r)
  - Jeremia (Blätter 194r–243v)
  - Klagelieder Jeremias (Blätter 243r–247v)
- Vorrede zu Baruch (Blätter 247v–248r)
  - Baruch (Blätter 248r–254v)
- Vorrede des Hieronymus zu Hesekiel (Blätter 254v–255r)
  - Hesekiel (Blätter 255r–304v)
- Vorrede des Hieronymus zu Daniel (Blätter 304v–306v)
  - Daniel (Blätter 306v–362v)
- Vorrede des Hieronymus zu den zwölf Propheten (Blätter 362vv–363r)
  - Hosea (Blätter 363r–369v)
  - Joel (Blätter 369v–372r)
  - Amos (Blätter 372r–377r)
  - Obadja (Blätter 377r–377v)
  - Jona (Blätter 377v–381r)
  - Micha (Blätter 381r–384v)
  - Nahum (Blätter 384r–386v)
  - Habakuk (Blätter 386v–388v)
  - Zefanja (Blätter 388v–390v)
  - Haggai (Blätter 390v–392r)
  - Sacharja (Blätter 392r–399v)
  - Maleachi (Blätter 399v–401v)